# اوپوتشنیتسه
اوپوتشنیتسه (به چکی: Opočnice) یک منطقهٔ مسکونی در جمهوری چک است که در ناحیه نیمبورک واقع شده‌است.